# Julián Rubio
 (septembre 2014).
Si vous disposez d'ouvrages ou d'articles de référence ou si vous connaissez des sites web de qualité traitant du thème abordé ici, merci de compléter l'article en donnant les références utiles à sa vérifiabilité et en les liant à la section « Notes et références ».
Julián Rubio Sánchez, né le 28 janvier 1952 à Montealegre del Castillo (Province d'Albacete, Espagne), est un footballeur espagnol reconverti en entraîneur. Il jouait au poste de milieu de terrain. En 2012, il entraîne le club albanais de KS Flamurtari Vlorë.

## Biographie

### Joueur
Julián Rubio commence à jouer au football dans les catégories de jeunes du Real Madrid.
Entre 1969 et 1972, il joue en deuxième division avec l'Onteniente CF. En 1972, il est transféré au Séville FC où il joue pendant huit saisons. Il est un joueur important du club sévillan. Il est ensuite transféré au FC Barcelone. Il passe trois saisons au Barça, mais une grave blessure au genou met un terme à son étape barcelonaise après trois saisons.
Il joue ensuite trois saisons avec l'Albacete Balompié où il met un terme à sa carrière de joueur.

### Équipe nationale
Julián Rubio joue plusieurs matchs avec l'équipe d'Espagne olympique qui se qualifie pour les Jeux olympiques d'été de 1976. Il est convoqué une vingtaine de fois avec l'équipe d'espagne A mais il n'entre jamais en jeu.

### Entraîneur
Julián Rubio commence sa carrière d'entraîneur en 1984 avec l'Albacete Balompié, il obtient la promotion en deuxième division.
Il entraîne le Séville FC lors de la saison 1997-1998.